# Pethanaickenpalayam
Pethanaickenpalayam es una ciudad y nagar Panchayat situada en el distrito de Salem en el estado de Tamil Nadu (India). Su población es de 17678 habitantes (2011). Se encuentra a 43 km de Salem y a 98 km de Erode.

## Demografía
Según el censo de 2011 la población de Pethanaickenpalayam era de 17678 habitantes, de los cuales 8768 eran hombres y 8910 eran mujeres. Pethanaickenpalayam tiene una tasa media de alfabetización del 73,61%, inferior a la media estatal del 80,09%: la alfabetización masculina es del 82,23%, y la alfabetización femenina del 65,15%.